# Tuohisalo (ö i Kuopio, lat 62,91, long 27,07)
Tuohisalo är en ö i Finland. Den ligger i sjön Tallusjärvi och i kommunen Kuopio i den ekonomiska regionen  Kuopio ekonomiska region  och landskapet Norra Savolax, i den centrala delen av landet, 300 km norr om huvudstaden Helsingfors. Öns area är 34,6 hektar och dess största längd är 1,5 kilometer i sydöst-nordvästlig riktning.